# Alliance (nave)
La Alliance è un'unità della NATO. Il 21 marzo 2016, nave Alliance è stata consegnata alla Marina Militare grazie ad un accordo fra il Ministero della Difesa e lo STO/CMRE che stabilisce la messa a disposizione del personale della marina per equipaggiare la nave, mentre la NATO ne condivide l’impiego. È classificata come unità di ricerca oceanografica con distintivo ottico A 5345 in quanto nave ausiliaria.

## Costruzione
La nave è stata impostata il 18 giugno 1984 mentre il 9 luglio 1986 è stata varata. Il 15 aprile 1988 la nave è entrata in servizio sotto bandiera della Repubblica Federale Tedesca. Costruita e certificata secondo i regolamenti dell'American Bureau of Shipping (ABS) e del Registro Italiano Navale (RINa). La nave è designata come nave da ricerca oceanografica acustica.
Il 22 dicembre 2015 l'Italia e la Nato firmano un Memorandum d'intesa dove la Marina militare italiana gestirà la nave per conto della NATO. Il 9 aprile 2016 la nave è stata ufficialmente insignita della bandiera navale italiana e presa in carico dalla Marina italiana.
La nave opera con un equipaggio italiano di 44 membri (5 ufficiali e 39 marinai) e può ospitare fino a 20-25 scienziati. Inoltre è stata designata come nave ausiliaria.

## Impiego operativo
Il 21 maggio 2022, la nave è salpata da La Spezia diretta al porto norvegese di Tromsø per condurre due missioni scientifiche, entrambe alla quinta campagna:
- NREP22 ovvero Nordic Recognized Enviromen-tal Picture 22 gestita dallo Science and Technology Organization - Centre for Maritime Research and Experimentation (STO-CMRE)
- High North22 campagna diretta dalla Marina Militare italiana per effettuare attività di mapping, campionamento, analisi ed osservazioni. Tutto per ampliare la conoscenza dell'area artica, indagare sui cambiamenti climatici e l'impatto che questi hanno avuto sull'area oltre che sul  nostro pianeta.[3]